# 5894 Тельч
5894 Тельч (5894 Telč) — астероїд головного поясу, відкритий 14 вересня 1982 року.
Тіссеранів параметр щодо Юпітера — 3,663.